# Otto Isakower
Otto Isakower (geboren 2. Juni 1899 in Wien, Österreich-Ungarn; gestorben 10. Mai 1972 in New York City) war ein US-amerikanischer Arzt, Psychiater und Lehr-Psychoanalytiker mit österreichischen Wurzeln.

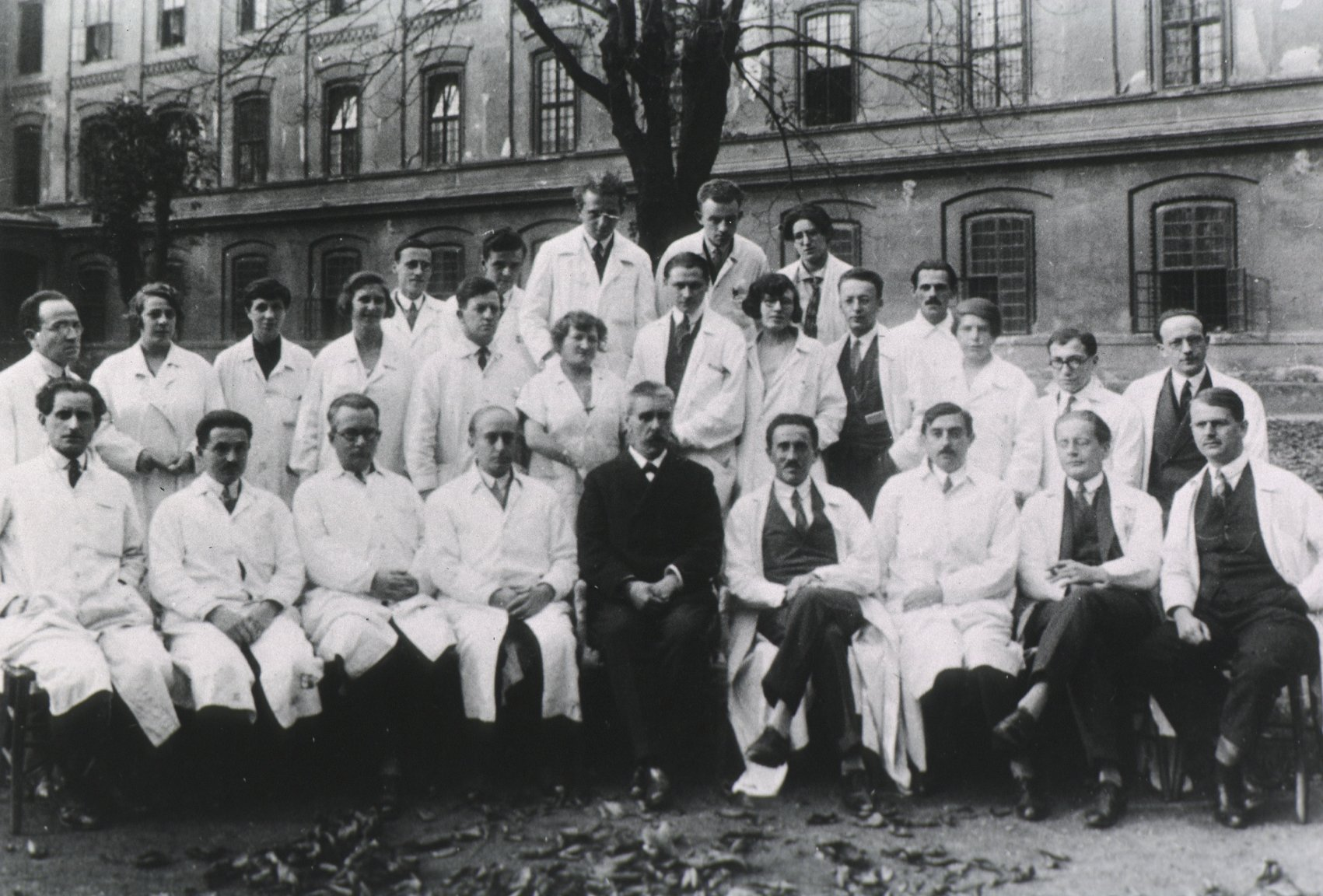
Otto Isakower bei Wagner-Jauregg 1927. Isakower in der zweiten Reihe der vierte von rechts mit weit gelockertem Kittel

## Leben
Otto Isakower war jüdischer Abstammung. Er studierte Medizin an der Universität Wien, wo er im Jahr 1923 promoviert wurde. Er arbeitete zusammen mit Paul Schilder und Heinz Hartmann in der psychiatrischen Klinik von Julius Wagner-Jauregg und spezialisierte sich an der Wiener medizinischen Fakultät auf dem Fachgebiet der Psychiatrie. Nach psychoanalytischen Sitzungen bei Paul Federn wurde er 1925 Mitglied der Wiener Psychoanalytischen Vereinigung (WPV) und arbeitete als Lehranalytiker. 1934 wurde er stellvertretender Geschäftsführer von Eduard Hitschmann im Ambulatorium des Wiener Psychoanalytischen Instituts. Beim 14. Internationalen Psychoanalytischen Kongress in Marienbad im Jahr 1936 hielt Isakower einen Vortrag zum Thema „Depersonalisation infolge Wiederauftretens eines frühes Ichstadiums“. 1938, im Jahr des Anschlusses Österreichs, floh er wie Sigmund Freud vor den Nationalsozialisten nach London. In London heiratete er die aus Auschwitz stammende Salomea Gutmann, die seit 1928 Mitglied der WPV war. Isakower wurde Mitglied der Britischen Psychoanalytischen Vereinigung. Er arbeitete in Liverpool und Manchester und wurde Mitherausgeber der von Anna Freud in London weitergeführten Gesamtausgabe der Gesammelten Werke Sigmund Freuds. Im Jahr 1940 wanderte das Ehepaar Isakower in die USA aus und verbrachte den Rest seines Lebens in New York City. Isakower wurde Mitglied der „New York Psychoanalytic Society“, wo er als Traumforscher und Lehranalytiker arbeitete. Er beschäftigte sich mit der Pädagogik der Psychoanalyse. Isakowers Leidenschaft galt der historischen Forschung. Nach dem Tod von Isakower übergab seine Witwe die Bibliothek sowie einen Teil ihres gemeinsamen Vermögens dem Hadassah University Medical Center in En Kerem, einem Vorort von Jerusalem.

### Isakower Phänomen
Nach Isakower ist das „Isakower-Phänomen“ benannt, ein Phänomen der visuellen Vorstellung eines herannahenden und sich wieder entfernenden Objektes, das seine Patienten kurz vor dem Einschlafen erlebten.

### Schüler
Zu den Schülern von Otto Isakower gehört der in Lublin geborene US-Psychoanalytiker Zvi Lothane (* 1934).
Mit seiner Lehre der Techniken der Traumdeutung beeinflusste Isakower mehrere Generationen von Psychoanalytikern in New York City.

## Werke
- 1936: Beitrag zur Pathopsychologie der Einschlafphänomene.
- 1938: A Contribution to the Pathopsychology of Phenomena Associated with Falling Asleep.
- mit Michael Josef Eisler: De l’autre: trois références du Séminaire III de Jacques Lacan. Documents de la bibliothèque de l'école de la cause freudienne. E.C.F–A.C.F 1996.